# Corporació Catalana de Mitjans Audiovisuals
Corporació Catalana de Mitjans Audiovisuals (CCMA) ist die staatliche, öffentliche Rundfunkgesellschaft Kataloniens. Die 1983 gegründete Gesellschaft hat ihren Sitz in Barcelona und ist Teil der Institutionen der Generalitat de Catalunya. Die CCMA bildet das Dach für die Hörfunkgesellschaft Catalunya Ràdio mit vier Programmen, Catalunya Ràdio S.R.G. und die Fernsehgesellschaft Televisió de Catalunya mit fünf Programmen, sowie dem Online-Angebot CCRTV Interactiva, S.A.
Flaggschiffe der CCMA ist das Radioprogramm Catalunya Ràdio und der Fernsehsender TV3.

## Geschichte
Unter der Franco-Diktatur gab es keine Sendungen in katalanischer Sprache. Erst 1976, wenige Monate nach dem Tod des Diktators führte das staatliche RNE das Programm Ràdio 4 in Katalanisch ein. Ràdio 4 sendet bis heute für Katalonien, jedoch nicht in Valencia und auf den Balearen, wo ebenfalls Katalanisch gesprochen wird.
Catalunya Ràdio und der Fernsehsender TV3 nahmen 1983, also vier Jahre nach der Wiederherstellung der katalanischen Selbstverwaltung und der Verabschiedung des Autonomiestatuts von 1979 ihren Betrieb auf.

## Organisation
CCMA ist Mitglied der Federación de Organismos de Radio y Televisión Autonómicos, FORTA, dem Zusammenschluss der öffentlichen Rundfunkgesellschaften der 11 autonomen Gemeinschaften in Spanien.

## Budget
Die CCMA wird von der katalanischen Regierung finanziert. Im Jahre 2019 erhielt sie 230 Millionen Euros, dazu waren noch 11 Millionen besondere Zuschüsse für den Haushaltsausgleich notwendig.

## Kritik und Rolle in der Katalonien-Krise 2017
Die Sendeanstalt kam unter der Regierung Carles Puigdemont ab 2015 zunehmend in die Kritik, ausschließliches Sprachrohr der Unabhängigkeitsbefürworter zu sein.
Im Vorfeld des umstrittenen Unabhängigkeitsreferendum vom Oktober 2017 und der darauffolgenden Katalonien-Krise wurden in TV3 und im Nachrichtenkanal 3/24 prominent die Demonstrationen der Unabhängigkeitsbewegung und Reden der Regionalregierung ausgestrahlt. Ebenso wurden die Ansprachen von König Felipe VI. und Ministerpräsident Mariano Rajoy (Partido Popular) übertragen. Liveübertragungen gab es auch von den Aktionen der Gegner der Abspaltung Kataloniens.
Kritiker bemängelte aber, dass die Anstalt ihrem öffentlich-rechtlichen Auftrag nach einer ausgewogenen Berichterstattung nicht nachkomme. Die französische Tageszeitung Le Monde schrieb hierzu:

« Voilà des mois que la télévision publique catalane, TV3, matraque une propagande indépendantiste simpliste et mensongère. Et des mois qu’elle a recours à une rhétorique de victimisation qui veut faire croire, de façon grotesque, que la Catalogne est victime d’un retour de la dictature franquiste. Ce n’est pas le cas. »

„Seit Monaten verbreitet der öffentliche Sender TV3 eine simplistische und verlogene Propaganda; seit Monaten greift er dabei auf eine Rhetorik der Schikanierung zurück, die auf groteske Weise glauben machen will, dass Katalonien Opfer einer Rückkehr der Franco-Diktatur ist – dies ist keineswegs der Fall“

Nach der von der Spanischen Regierung verhängten Zwangsverwaltung wurde erwogen auch ein neuer Direktor für die CCMA einzusetzen, was von den Mitarbeitern abgelehnt wurde. Auf seiner Homepage veröffentlichte CCMA ein Communique in dem klargestellt wird, die Sender des Katalanischen Rundfunk stehen „fest zu ihrer Aufgabe stehe den Bürgern von Katalonien, in Übereinstimmung mit dem vom katalanischen Parlament erteilten Mandat, ein öffentlich-rechtliches Angebot von höchster Qualität anzubieten, der sich ethischen, demokratischen und pluralistischen Prinzipien verpflichtet fühlt“.
Die Regierung in Madrid kündigte an, man wolle für eine „wahrheitsgemäße, respektvolle und pluralistische“ Berichterstattung sorgen.